# اضطراب التبت عام 2008
اضطراب التبت عام 2008 (بالانجليزية: The 2008 Tibetan unrest) والذي يُشار إليها أيضًا باسم انتفاضة التبت عام 2008 (بالانجليزية: 2008 Tibetan uprising) في وسائل الإعلام التبتية، سلسلة من الاحتجاجات والمظاهرات على معاملة الحكومة الصينية واضطهاد شعب التبت. اعتبرت الاحتجاجات في شينغوان (منطقة لاسا)، عاصمة التبت، اليت قام بها الرهبان والراهبات في 10 مارس بدايةً للمظاهرات.  نُظمت العديد من الاحتجاجات والمظاهرات السلمية للاحتفال بالذكرى التاسعة والأربعين لليوم 1959 لانتفاضة التبت، عندما فرّ الدالاي لاما الرابع عشر من التبت. تصاعدت الاحتجاجات والمظاهرات بشكل عفوي لتصل إلى عدد من الأديرة في جميع أنحاء هضبة التبت، بما في ذلك في المقاطعات الواقعة خارج منطقة التبت ذاتية الحكم. أدى اعتقال الرهبان في دير لابرانغ إلى تصاعد حالة التوتر. بدأت عمليات العنف عندما مارست وزارة الامن العام ووحدات جيش التحرير الشعبي الصينية القوة على الاحتجاجات السلمية من قِبَل الرهبان والراهبات وانتشرت هذه الممارسات بعدما اشتبك التبتيون المحتجون لاحقًا مع قوات الأمن. وقعت اشتباكات بين التبتيين وسكان هان وهوي الصينيين، ما أدى إلى تدمير متاجر ومباني في المنطقتين وإصابة وقتل العديد من المدنيين الصينيين.
عُدّ استخدام القوة من قِبَل الشرطة والقوات العسكرية الصينية خلال المظاهرات مثيرًا للجدل حيث اعتبره البعض وحشيًا. قوبلت المظاهرات في منطقة لاسا بعصي كهربائية وغاز مسيل للدموع وإطلاق نار، وفقًا لتقرير صادر عن هيومن رايتس ووتش حول استخدام القوة على يد القوات الصينية. تقدر الحملة الدولية من أجل التبت أن ما مجموعه 235 احتجاجًا قد حدث في الفترة من 10 مارس حتى نهاية أكتوبر من عام 2009. قدرت وكالة أنباء الصين الجديدة شينخوا أن 150 احتجاجًا قد وقع بين 10 و 25 مارس. وفقًا للحكومة الصينية، فقد قُدّر عدد الضحايا ب 23 شخصًا خلال أعمال الشغب نفسها وذكرت الإدارة المركزية للتبت بأن 203 شخصًا قد قتلوا في أعقاب ذلك، وذكر الدالاي لاما أن 400 آخرون قد قتلوا في الحصيلة العامة. تم طرد الصحفيين الأجانب أو إجبارهم على المغادرة خلال ذكرى الانتفاضة. ذكرت منظمة العفو الدولية أن 1000 من المتظاهرين التبتيين قد بقوا «في عداد المفقودين» بحلول يونيو عام 2008، في حين أعلنت الإدارة المركزية للتبت عن 5600 اعتقال لسكان التبت بين مارس عام 2008 ويناير عام 2009، مع مجموع إصابات يُقدر ب 1294 خلال الفترة نفسها.
نُظمت عدة احتجاجات لدعم التبتيين في مدن أمريكا الشمالية وأوروبا، وكذلك في بكين وأستراليا والهند ونيبال. دعت العديد من الاحتجاجات الدولية إلى مقاطعة الألعاب الأولمبية الصيفية 2008. في 24 مارس، تعطل حفل إضاءة الشعلة في اليونان على يد نشطاء، من بينهم أعضاء من منظمة مراسلون بلا حدود. تراوحت الاحتجاجات في السفارات الصينية بين رشق السفارات بالبيض والحجارة إلى دخول المتظاهرين إلى المبنى ورفع علم التبت، الذي حظرته الحكومة الصينية في التبت عام 1959.
ادعى المتظاهرون في التبت الذين تم اعتقالهم واحتجازهم أنهم تعرضوا للتعذيب وطُلب منهم الاعتراف بأنهم حصلوا على أموالًا للمشاركة بالاحتجاج من قِبَل الدالاي لاما الرابع عشر. ذكرت الحكومة الصينية أن الاضطرابات كانت بدافع الانفصالية وألقت باللوم على الدالاي لاما في تنظيمها. نفى الدالاي لاما الاتهام وصرّح بأن الوضع كان نتيجة «خيبة أمل عميقة الجذور ويأس» في التبت، ودعا المسؤولين الصينيين إلى القدوم إلى الهند بأدلة. أجرى ممثلو الحكومة الصينية والدالاي لاما محادثات حول سياسات التبت الصينية في 4 مايو و 1 يوليو من العام ذاته.